# Deontostoma antarcticum
Deontostoma antarcticum är en rundmaskart som först beskrevs av Otto Friedrich Bernhard von Linstow 1892.  Deontostoma antarcticum ingår i släktet Deontostoma och familjen Leptosomatidae. Inga underarter finns listade i Catalogue of Life.